# Harry Potter i więzień Azkabanu (powieść)
Harry Potter i więzień Azkabanu (tytuł oryginalny: Harry Potter and the Prisoner of Azkaban) – powieść fantasy brytyjskiej pisarki J.K. Rowling, po raz pierwszy wydana 8 lipca 1999 na terenie Wielkiej Brytanii nakładem wydawnictwa Bloomsbury Publishing. Jest trzecią częścią siedmiotomowej serii powieści Harry Potter (1997–2007), stanowiącej bazę franczyzy medialnej Wizarding World. 31 stycznia 2001 książka ukazała się w Polsce nakładem wydawnictwa Media Rodzina.
Powieść kontynuuje wydarzenia przedstawione w pierwszych dwóch tomach serii. Główni bohaterowie: Harry Potter, Ron Weasley i Hermiona Granger wracają do Hogwartu na trzeci rok nauki. Syriusz Black ucieka z więzienia czarodziejów, Azkabanu, i usiłuje się przedostać do Hogwartu.

## Streszczenie fabuły

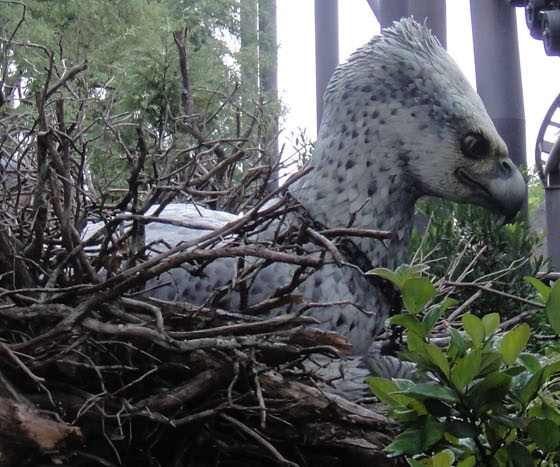
Kadr z filmowej adaptacji powieści

Harry Potter spędza wakacje u Dursleyów. Po nieumyślnym magicznym nadmuchaniu Marge, siostry wuja Vernona, ucieka z domu Dursleyów i napotyka obserwującego go czarnego psa. Podczas podróży zaczarowanym autobusem, Błędnym Rycerzem, dowiaduje się o ucieczce Syriusza Blacka, masowego mordercy i byłego śmierciożercy, z czarodziejskiego więzienia, Azkabanu. Resztę wakacji spędza w zajeździe Dziurawy Kocioł w Londynie, gdzie dołączają do niego Weasleyowie i Hermiona Granger. Z podsłuchanej rozmowy Artura i Molly Weasleyów dowiaduje się, że Black może chcieć go zabić w ramach zemsty za upadek Voldemorta.
Podczas podróży Ekspresem Hogwart Harry zostaje zaatakowany przez dementora, stworzenie wysysające ludzką duszę. W trakcie uczty z okazji rozpoczęcia roku szkolnego dyrektor Hogwartu, Albus Dumbledore, ogłasza, że w celu zwiększenia bezpieczeństwa szkoła będzie patrolowana przez dementorów. Na zajęciach z wróżbiarstwa fusy z herbaty Harry’ego układają się w Ponuraka – czarnego psa, który zdaniem nauczycielki, Sybilli Trelawney, zwiastuje śmierć. Podczas zajęć z opieki nad magicznymi stworzeniami Draco Malfoy zostaje zaatakowany przez hipogryfa Hardodzioba. Harry zaczyna się spotykać z nowym nauczycielem obrony przed czarną magią, Remusem Lupinem. W Noc Duchów Gruba Dama donosi, że Black usiłował przedostać się do pokoju wspólnego Gryffindoru. Podczas meczu quidditcha Harry znów widzi czarnego psa i zostaje zaatakowany przez dementora. W wyniku incydentu przekonuje Lupina do udzielenia mu prywatnych lekcji obrony przed dementorami. Z podsłuchanej rozmowy nauczycieli dowiaduje się, że Black był przyjacielem jego rodziców, ale zdradził Voldemortowi miejsce ich kryjówki, a następnie zamordował dwunastu mugoli i innego przyjaciela Potterów, Petera Pettigrew.
Po egzaminie z wróżbiarstwa Harry jest świadkiem napadu Trelawney, która przepowiada, że dziś w nocy sługa Voldemorta się uwolni, a następnie pomoże mu odzyskać siły. Wieczorem Harry, Ron i Hermiona obserwują z daleka egzekucję Hardodzioba, skazanego za atak na Malfoya. Ron zostaje porwany przez czarnego psa. Harry i Hermiona ruszają mu na ratunek i trafiają do Wrzeszczącej Chaty, gdzie widzą Blacka i gdzie po chwili zjawia się Lupin. Mężczyźni wyjawiają, że w okresie nauki w Hogwarcie przyjaźnili się z Pettigrew i ojcem Harry’ego, Jamesem. Aby wesprzeć Lupina w przemianach w wilkołaka, pozostała trójka została animagami, to znaczy nabyła umiejętność zamiany w zwierzęta: James w jelenia, Syriusz w psa, a Peter w szczura. Pettigrew zdradził Voldemortowi miejsce kryjówki Potterów, a następnie upozorował swoją śmierć i ukrywał się jako Parszywek, szczur Weasleyów. Black został niesłusznie umieszczony w Azkabanie, skąd uciekł, by odnaleźć i zamordować Pettigrew.
Lupin zmienia się w wilkołaka, co Pettigrew wykorzystuje do ucieczki. Harry zostaje zaatakowany przez dementorów, a Black zostaje schwytany i oczekuje na oddanie dementorom, którzy mają złożyć mu swój pocałunek. Harry i Hermiona wykorzystują magiczny zmieniacz czasu i cofają się o trzy godziny. Ratują Hardodzioba przed śmiercią i Harry’ego z pierwotnej linii czasu przed dementorami, a następnie uwalniają Blacka. Syriusz odlatuje z Hogwartu na Hardodziobie. Ukrywając się, utrzymuje listowny kontakt z Harrym. Lupin rezygnuje z posady nauczyciela po tym, jak Severus Snape wyjawia jego tajemnicę o byciu wilkołakiem.

## Postacie
- Harry Potter – główny bohater, trzynastoletni uczeń Hogwartu.
- Ron Weasley – przyjaciel Harry’ego.
- Hermiona Granger – przyjaciółka Harry’ego.
- Syriusz Black – przyjaciel rodziców Harry’ego, który ucieka z Azkabanu i usiłuje przedostać się do Hogwartu.
- Albus Dumbledore – dyrektor Hogwartu.
- Dursleyowie – spokrewniona z Harrym rodzina mugoli, u których bohater spędza wakacje.

- Marge Dursley – siostra Vernona.
- Petunia Dursley – siostra matki Harry’ego, Lily.
- Vernon Dursley – mąż Petunii.
- Dudley Dursley – syn Petunii i Vernona w wieku Harry’ego.

- Argus Filch – woźny w Hogwarcie. W pilnowaniu porządku w szkole pomaga mu kotka, Pani Norris.
- Rubeus Hagrid – gajowy i strażnik kluczy Hogwartu, nauczyciel opieki nad magicznymi stworzeniami, przyjaciel Harry’ego.
- Hardodziob – hipogryf, którego uczniowie poznają podczas zajęć opieki nad magicznymi stworzeniami.
- Korneliusz Knot – Minister Magii.
- Remus Lupin – nauczyciel obrony przed czarną magią.
- Draco Malfoy – uczeń trzeciego roku w Hogwarcie, wróg Harry’ego.
- Minerwa McGonagall – nauczycielka transmutacji w Hogwarcie i opiekunka Gryffindoru.
- Prawie Bezgłowy Nick – duch Gryffindoru.
- Peter Pettigrew – były śmierciożerca, ukrywający się pod postacią szczura Rona, Parszywka.
- Madame Rosmerta – gospodyni pubu pod Trzema Miotłami w Hogsmeade.
- Stan Shunpike – konduktor Błędnego Rycerza.
- Severus Snape – nauczyciel eliksirów w Hogwarcie i opiekun Slytherinu.
- Sybilla Trelawney – nauczycielka wróżbiarstwa.
- Artur Weasley – ojciec Rona, pracownik Ministerstwa Magii.
- Fred i George Weasleyowie – bliźniacy, bracia Rona na piątym roku nauki w Hogwarcie.
- Ginny Weasley – siostra Rona na drugim roku nauki w Hogwarcie.
- Molly Weasley – matka Rona.

## Adaptacje

### Film
1 września 1998 Rowling podpisała umowę, na mocy której wytwórnie Heyday Films i Warner Bros. Pictures nabyły praw do adaptacji pierwszych czterech powieści z cyklu Harry Potter. Chris Columbus, reżyser dwóch pierwszych filmów z serii, zrezygnował z pracy nad trzecim. Do reżyserii adaptacji Harry’ego Pottera i więźnia Azkabanu został zaangażowany Alfonso Cuarón. Zdjęcia do filmu rozpoczęły się w lutym 2003, a jego premiera odbyła się 23 maja 2004. Film uzyskał wynik 90% pozytywnych recenzji w serwisie Rotten Tomatoes i przyniósł ponad 797 milionów dolarów dochodu. Ponadto otrzymał dwie nominacje do Nagród Akademii Filmowej (Oscarów) i pięć do Nagród Brytyjskiej Akademii Filmowej (BAFTA).

### Gra komputerowa
25 kwietnia 2004 przedsiębiorstwo Electronic Arts wydało grę komputerową Harry Potter i więzień Azkabanu, której fabuła bazuje na powieści i jej filmowej adaptacji. Ukazała się ona wówczas w wariantach na  Microsoft Windows i Game Boy Advance, zaś 29 maja 2004 została wydana w wersji na PlayStation 2, Xbox i GameCube.